# Францов Георгій Павлович
Георгій Павлович Францов (Францев) (1 жовтня 1903, місто Москва — 18 квітня 1969, місто Москва) — радянський діяч, філософ, соціолог, директор Інституту міжнародних відносин, ректор Академії суспільних наук при ЦК КПРС, шеф-редактор журналу «Проблеми миру і соціалізму». Кандидат у члени ЦК КПРС у 1961—1969 роках. Доктор історичних наук (1942), професор. Член-кореспондент Академії наук СРСР (з 20 червня 1958 року по відділенню економічних, філософських і правових наук). Академік Академії наук СРСР (з 26 червня 1964 року по відділенню філософії та права (філософія)).

## Життєпис
Народився в родині лікарів. У 1919 році закінчив 2-у Самарську гімназію. Навчався в Самарському та Московському університетах.
У 1924 році закінчив відділення мовознавства і літератури факультету суспільних наук Ленінградського університету. Одночасно працював, зокрема екскурсоводом в Ермітажі.
У 1924—1929 роках навчався в аспірантурі та працював у науково-дослідному інституті порівняльного вивчення літератур і мов Заходу і Сходу при Ленінградському державному університеті. У 1928 році захистив дисертацію (кандидат історичних наук (з 1934)).
У 1929—1931 роках — асистент кафедри Стародавнього Сходу Ленінградського державного університету.
З 1931 року — старший науковий співробітник, заступник директора, в 1937—1945 роках — директор Музею історії релігії та атеїзму Академії наук СРСР в Ленінграді. Одночасно у 1933—1938 працював співробітником Державної публічної бібліотекою імені Салтикова-Щедріна. Докторська дисертація «Культ і проблема походження релігії», захищена в 1938 році, затверджена в 1942 році. З 1940 року — завідувач Ленінградського сектора історії релігії та атеїзму Інституту філософії АН СРСР.
Член ВКП(б) з 1940 року.
З 1944 року — завідувач сектора культури Ленінградського міського комітету ВКП(б), одночасно в 1944—1945 роках керував Ленінградським відділенням Інституту історії АН СРСР. Одночасно викладав у Ленінградському інституті історії, філософії та лінгвістики, Інституті механізації соціалістичного землеробства, Педагогічному інституті, Комуністичному політико-просвітницькому інституті імені Крупської, Антирелігійному університеті.
У 1945—1949 роках — директор Інституту міжнародних відносин Міністерства закордонних справ СРСР у Москві.
У 1949—1952 роках — завідувач відділу друку Міністерства закордонних справ СРСР у ранзі радника першого класу.
Одночасно у 1946—1958 роках — професор кафедри діалектичного матеріалізму та історичного матеріалізму Академії суспільних наук при ЦК КПРС.
У 1953—1957 роках — редактор по відділу європейських країн та член редакційної колегії, у 1957—1958 роках — заступник головного редактора з питань зовнішньої політики газети «Правда». Працював також в журналі «Питання філософії».
Один із організаторів Радянської соціологічної асоціації і її перший президент у 1958—1959 роках.
У 1958—1965 роках — ректор Академії суспільних наук при ЦК КПРС та завідувач кафедри наукового комунізму.
У грудні 1964 — 1968 року — шеф-редактор журналу «Проблеми миру і соціалізму» в місті Празі (Чехословаччина).
У 1968 — 18 квітня 1969 року — заступник директора Інституту марксизму-ленінізму при ЦК КПРС, член редакційної колегії журналу «Комуніст».
Досліджував походження і особливості релігій Стародавнього Сходу, філософські проблеми соціально-політичного прогресу, становлення і розвитку особистості. Активно сприяв відновленню соціології та політології як самостійних наук. Основні праці з історії релігії та атеїзму, проблем історичного матеріалізму і наукового комунізму, методології історії, критики буржуазної соціології.
Помер 18 квітня 1969 року в Москві. Похований на Новодівочому цвинтарі Москви.

## Нагороди
- орден Леніна (4.05.1962)
- орден Трудового Червоного Прапора
- орден Червоної Зірки
- орден «Знак Пошани» (17.05.1944)
- орден «За заслуги перед Вітчизною» (НДР)
- медаль «За оборону Ленінграда»
- медаль «За доблесну працю у Великій Вітчизняній війні 1941—1945 рр.»
- медалі
- Премія імені В. В. Воровського
- Заслужений діяч науки РРФСР